# Saša Živec
Saša Aleksander Živec, slovenski nogometaš, * 2. april 1991, Šempeter pri Gorici.
Živec je profesionalni nogometaš, ki igra na položaju vezista. Od leta 2023 je bil član poljskega kluba Wieczysta Kraków in od leta 2020 slovenske reprezentance. Pred tem je igral za slovenske klube Primorje, Domžale in Gorica, bolgarsko CSKA Sofijo, poljska Piast Gliwice in Zagłębie Lubin ter ciprsko Omonio. Skupno je v prvi slovenski ligi odigral 89 tekem in dosegel 18 golov. Bil je tudi član slovenske reprezentance do 19 in 21 let.